# Tribe (album)
Pour les articles homonymes, voir Tribu.
Tribe est le 9e album studio du groupe Queensrÿche sorti en 2003.

## Chansons de l'album
1. Open (DeGarmo/Tate/Wilton) - 4:32
2. Losing Myself (Stone/Tate) - 4:12
3. Desert Dance (DeGarmo/Rockenfield/Tate/Wilton) - 3:57
4. Falling Behind (DeGarmo/Tate) - 4:28
5. The Great Divide (Tate/Wilton) - 4:01
6. Rhythm of Hope (Jackson/Rockenfield/Tate) - 3:31
7. Tribe (Jackson/Rockenfield/Tate/Wilton) - 4:39
8. Blood (Rockenfield/Tate/Wilton) - 4:13
9. The Art of Life (DeGarmo/Tate) - 4:12
10. Doin' Fine (DeGarmo/Tate) - 3:54